# IC 2056
IC 2056 је спирална галаксија у сазвјежђу Мрежица која се налази на листи објеката дубоког неба у Индекс каталогу.
Деклинација објекта је - 60° 12' 23" а ректасцензија 4h 16m 24,8s. Привидна величина (магнитуда) објекта IC 2056 износи 11,7 а фотографска магнитуда 12,5. Налази се на удаљености од 20,492 милиона парсека од Сунца. IC 2056 је још познат и под ознакама ESO 118-16, IRAS 04155-6019, PGC 14773.